# Kommentar der Litauischen Verfassung
Der Kommentar der Litauischen Verfassung (lit. Lietuvos Respublikos Konstitucijos komentaras) ist der einzige Gesetzeskommentar, der die Litauische Verfassung für die Republik Litauen zum Gegenstand hat.
Die einzelnen Artikel der Verfassung werden zitiert und interpretiert. Das Institut für Recht (Litauen) (mit Personalunternehmen Karolio Jovaišo Personalinė įmonė) fertigte ihn 2002 an und veröffentlichte ihn. 1999 publizierte man bereits Ausschnitte in der juristischen Fachzeitschrift „Teisės problemos“.

## Autoren
Der Kommentar gehört zur wissenschaftlichen Sekundärliteratur. Er wurde von Rechtswissenschaftlern angefertigt: Genovaitė Dambrauskienė, Tomas Davulis, Egidijus Jarašiūnas, Karolis Jovaišas, A. Klimas, Antanas Marcijonas, Bronius Sudavičius, Dalia Mikulėnienė, J. Sinkevičiūtė, Augustinas Normantas, Ipolitas Nekrošius, Vytautas Nekrošius, Gina Marija Pajuodienė, Vladas Pavilonis, P. Pumpa, Jonas Prapiestis, Alfonsas Vaišvila, Juozas Žilys.
Verantwortlicher Redakteur war Karolis Jovaišas. 

## Bibliografie
- 1. Teil // 1 dalis: Lietuvos Respublikos Konstitucijos komentaras / [ats. redaktorius Karolis Jovaišas]. - Vilnius: Teisės institutas: K. Jovaišo personalinė įmonė, 2000
- 2. Teil // 2 dalis: Lietuvos Respublikos Konstitucijos komentaras / [ats. redaktorius Karolis Jovaišas]. - Vilnius : K. Jovaišo personalinė įmonė: Teisės institutas, 2002.